# Maria Perveeva
Maria Perveeva, född 1879, var en rysk politiker. Hon blev 1917 en av de första tio kvinnorna i det ryska parlamentet. 